# Monastère d'Antim de Bucarest
Le Monastère d'Antim est un monastère fondé à Bucarest en 1715 par le Métropolite Antim Ivireanu, un poète, miniaturiste et orateur.
Le nom du monastère est lié au Coup d'État de la Légion et pogrom de Bucarest. Le 22 janvier 1941 les moines d'Antim, dirigés par Nicodem Ioniță, s'arment et font sauter la synagogue de la rue Antim. La population juive du cartier, assez nombreuse à l'époque, se cache terrorisée. Parmi les moines, nombreux étaient ceux issus du séminaire de Cernica connu pour être sous l’influence de la Garde de fer.
Depuis l'avènement de l'ère communiste, l'église est isolée au milieu d'immeubles en béton.